# Toray Sillook Open 1980
Toray Sillook Open 1980 жіночий тенісний турнір, що проходив на закритих кортах з килимовим покриттям Yoyogi National Gymnasium у Токіо (Японія). Належав до турнірів категорії AAAA в рамках Colgate Series 1980. Турнір відбувся увосьме і тривав з 8 вересня до 14 вересня 1980 року. Перша сіяна Біллі Джин Кінг виграла титул й отримала за це 34 тис. доларів США.

## Фінальна частина

### Одиночний розряд
Біллі Джин Кінг —  Террі Голледей 7–5, 6–4
- Для Кінг це був 3-й титул в одиночному розряді за сезон і 126-й — за кар'єру.

## Розподіл призових грошей
| Дисципліна       | П       | F       | 3-тє    | 4-те   | ЧФ     | 1/8    | 1/16   |
| Одиночний розряд | $34,000 | $18,000 | $10,500 | $8,500 | $4,600 | $2,500 | $1,300 |

## Нотатки
1. ↑  Турніри з призовими для жінок принаймні 175 тис. доларів.[1]